# Sistema Nacional de Gerenciamento de Recursos Hídricos
O Sistema Nacional de Gerenciamento de Recursos Hídricos tem por finalidade gerenciar os recursos financeiros, juridicos e de ordem pública sobre as bacias hidrográficas do território brasileiro.
É composto pelo Consórcios Intermunicipais de Bacias Hidrográficas.